# Matt McCarthy
Pour les articles homonymes, voir McCarthy.
Matt McCarthy est un acteur américain né le 9 novembre 1979 à Providence en Rhode Island.

## Filmographie

### Cinéma
- 2010 : Very Bad Cops de Adam McKay : le policier de la thérapie
- 2011 : The Music Never Stopped : Carl
- 2011 : The Civil War on Drugs : un soldat de l'Union
- 2012 : The Normals : Ossap
- 2013 : Trapped : Paul
- 2013 : All That I Am : Pat
- 2015 : Best Wishes from Millwood : Vern
- 2016 : Angry Birds, le film : Rodney et un cochon acrobate
- 2017 : Kuso : Mazu
- 2025 : Companion : Sid

### Télévision
- 2008 : Live at Gotham : un comédien (1 épisode)
- 2011 : Larry et son nombril : un chahuteur (1 épisode)
- 2011 : Bored to Death : Tiger (1 épisode)
- 2012 : FBI : Duo très spécial : M. Cooper (1 épisode)
- 2012 : Louie : l'acteur Louie (1 épisode)
- 2015 : Brooklyn Nine-Nine : Arman (1 épisode)
- 2015-2017 : Adam Ruins Everything : Joe Crazyzowitz (4 épisodes)
- 2016 : Conan : un piéton (1 épisode)
- 2018-2020 : Corporate : Richard (4 épisodes)
- 2022 : How We Roll : Carl (10 épisodes)
- 2023 : Bat-Canned : Aquaman (1 épisode)